# Bohemannia nipponicella
Bohemannia nipponicella Hirano, 2010 è un lepidottero appartenente alla famiglia Nepticulidae, endemico del Giappone.